# Saetabicula
Saetabicula (grec antic: Σαιταβίκουλα) fou una ciutat dels contestans esmentada solament per Claudi Ptolemeu. El seu nom és un diminutiu de Saetabis, l'actual Xàtiva, i per aquest motiu molts autors l'han identificada amb l'actual Alzira, fet que no ha pogut ésser provat.